# Honorine Crosnier
 (janvier 2012).
Si vous disposez d'ouvrages ou d'articles de référence ou si vous connaissez des sites web de qualité traitant du thème abordé ici, merci de compléter l'article en donnant les références utiles à sa vérifiabilité et en les liant à la section « Notes et références ».
Honorine Crosnier est une scénariste française.         

## Biographie
Ayant eu différents postes sur des chaînes de la télévision hertzienne de 2003 à 2008, elle se lance ensuite dans la réalisation de sa mini-série Mylène et son Garçon. Elle contribue également à l'écriture de chansons, tels que Baby Baby Baby des Make The Girl Dance et Oslo de Kilimanjaro.
Elle a travaillé aux Productions de La Moufle aux côtés de Nicolas Ratieville et Julien Héron.
Elle est l’auteure de livres chez Marabout et écrit pour Canal +, Netflix et aussi le cinéma.